# Malformación congénita
Una malformación congénita es una alteración anatómica en un órgano o aparato de un humano u animal que ocurre en la etapa embrionaria.Se puede producir por factores medioambientales, genéticos, deficiencias en la captación de nutrientes, o bien consumo de sustancias nocivas. Estas alteraciones estructurales pueden afectar tanto a seres humanos como a otros animales.

## En el ser humano
Un alto porcentaje de los nacimientos con malformaciones congénitas fallecen al momento de nacer o durante el primer año de vida. Aquellos que logran sobrevivir y dependiendo del tipo de malformación, quedan expuestos a una mala calidad de vida, tratamientos costosos y/o sometidos a una serie de cirugías correctivas. 
Las alteraciones por razones medioambientales pueden ocurrir con una mayor susceptibilidad durante el crítico período de la organogénesis, en las primeras 12 semanas de gestación, en la fase embrionaria, cuando la madre han estado expuesta al consumo de sustancias como alcohol, tabaco, adicción a drogas o exposición teratogénica a sustancias nocivas ( como alquilos o arilos organonitrados o clorados,  herbicidas, pesticidas en forma de aerosol). También puede originarse en la carencia de nutrientes como algunas vitaminas esenciales para la gestación, como puede ser el ácido fólico.
Un alto porcentaje de los casos pueden darse en personas que trabajan en labores agrícolas y que se ven expuestas a fumígenos como el Aldrín, TP, Toxafeno y otros pesticidas comúnmente  usados en países subdesarrollados. 
Casos más especiales por alteraciones cromosómicas se han dado debido a accidentes nucleares como el caso del Accidente de Chernobyl. Las fallas genéticas pueden ocurrir por fallas cromosómicas acaecidas directamente en el genoma humano.

## Epidemiología
Los estudios epidemiológicos en América Latina muestran una prevalencia variable de malformaciones congénitas. En Ecuador, un estudio longitudinal realizado en el Hospital Gineco-Obstétrico Isidro Ayora entre 2009-2022 reportó una prevalencia de un 2.92 % en nacidos vivos, siendo las anomalías del sistema nervioso (25.6 %), cardiovascular y respiratorio (21.1 %), y musculoesqueléticas (16.1 %) las más frecuentes. Esta proporción es ligeramente superior a la reportada en otros países de la región como México (2.1 %) y Chile (1.7 %), posiblemente debido a diferencias en los sistemas de vigilancia epidemiológica y las características poblacionales. La edad materna  mayor de 35 años se ha identificado consistentemente como factor de riesgo, mientras que la planificación del embarazo y la suplementación con ácido fólico muestran efectos protectores, especialmente contra defectos del tubo neural.

## Algunas malformaciones humanas comunes
| - Acalasia esofágica - Atresia duodenal - Deformaciones encefálicas - Divertículo de Meckel - Espina bífida - Estenosis esofágica | - Fisura palatina - Labio leporino - Macrocefalia - Microcefalia - Mielomeningocele - Quiste broncogénico | - Quiste del colédoco - Síndrome de la Sirena - Testículo ectópico - Síndrome de Fercho - Atresia anal - Escoliosis congénita |